# Vesce (district de Tábor)
Vesce (en allemand : Wesetz, précédemment : Wesec) est une commune du district de Tábor, dans la région de Bohême-du-Sud, en République tchèque. Sa population s'élevait à 282 habitants en 2020.

## Géographie
Vesce se trouve à 4 km au sud-est de Soběslav, à 19 km au sud de Tábor, à 34 km au nord-nord-est de České Budějovice et à 94 km au sud-sud-est de Prague.
La commune est limitée par Soběslav au nord et à l'est, par Dráchov au sud, par Borkovice au sud-ouest, et par Vlastiboř à l'ouest.

## Histoire
La première mention écrite du village date de 1421.